# Protestanti dell'Ulster
I protestanti dell'Ulster sono un gruppo etnoreligioso nella provincia irlandese dell'Ulster, dove costituiscono circa il 43% della popolazione. I protestanti dell'Ulster discendono dai quei coloni scozzesi e inglesi (principalmente dalle Lowlands scozzesi e dall'Inghilterra settentrionale) che giunsero nella regione attraverso la colonizzazione dell'Ulster tra l'inizio del XVI e il XVII secolo. I coloni scozzesi erano per lo più protestanti presbiteriani, mentre quelli inglesi erano principalmente anglicani. Su impulso di John Wesley, a partire dal XVIII secolo si costituì poi una comunità metodista. Le divisioni settarie tra protestanti e cattolici in Ulster ebbero un ruolo importante nella storia dell'Irlanda.

## Storia

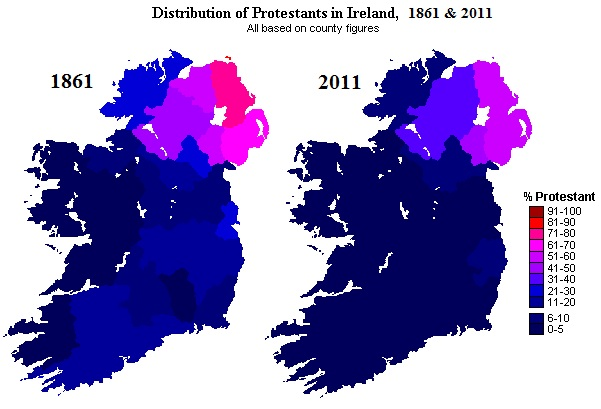
Cambiamenti nella distribuzione dei protestanti irlandesi, 1861–2011

La comunità protestante dell'Ulster è emersa durante la Plantation of Ulster. Questa colonizzazione dell'Ulster fu costituita da fedeli protestanti di lingua inglese dalla Gran Bretagna sotto il regno di Re Giacomo. Coloro che sono coinvolti nella pianificazione della colonizzazione hanno visto ciò come un mezzo per controllare, anglicizzare, e "civilizzare" l'Ulster. La provincia era quasi interamente gaelica, cattolica e rurale, ed era stata la regione più resistente al controllo inglese. La piantagione doveva anche recidere i legami dell'Ulster gaelico con le Highlands gaeliche scozzesi. Gran parte della terra colonizzata fu confiscata agli irlandesi nativi. Iniziata privatamente nel 1606, la piantagione venne sponsorizzata dal governo nel 1609, con molta terra per l'insediamento assegnata alle Livery Companies della City di Londra. Nel 1622 vi era una popolazione totale di coloni di circa 19.000, nel 1630 tra 50.000 e 80.000. Un altro afflusso di circa 20.000 protestanti scozzesi, principalmente verso le contee costiere di Antrim, Down e Londonderry, fu il risultato dei sette anni di carestie in Scozia negli anni 1690.  Questa migrazione ha cambiato in modo decisivo la popolazione dell'Ulster, dandole una maggioranza protestante. Mentre i presbiteriani di origini scozzesi erano già diventati la maggioranza dei protestanti dell'Ulster nel 1660, quando i protestanti costituivano ancora solo un terzo della popolazione, erano diventati la maggioranza assoluta nella provincia nel 1720.
Le divisioni tra protestanti dell'Ulster e cattolici irlandesi hanno avuto un ruolo importante nella storia dell'Ulster dal XVII secolo ai giorni nostri. Ha portato a episodi di violenza e sconvolgimenti politici, in particolare nelle guerre confederate irlandesi, nella guerra guglielmita, nei disordini dell'Armagh, nel periodo rivoluzionario irlandese e nel conflitto nordirlandese. C'erano anche tensioni tra i due gruppi principali di protestanti dell'Ulster; I migranti scozzesi protestanti verso l'Ulster erano per lo più presbiteriani e gli inglesi per lo più anglicani. Le leggi penali discriminavano sia i cattolici che i presbiteriani, nel tentativo di costringerli ad accettare la religione di stato, la Chiesa d'Irlanda anglicana. La repressione dei presbiteriani da parte degli anglicani si intensificò dopo la Gloriosa Rivoluzione, in particolare dopo il Test Act del 1703, e fu una delle ragioni della forte emigrazione in atto in Nord America da parte dei presbiteriani dell'Ulster durante il XVIII secolo. Tra il 1717 e il 1775, circa 200.000 migrarono verso quelli che divennero gli Stati Uniti d'America. Alcuni presbiteriani tornarono anche in Scozia durante questo periodo, dove la chiesa presbiteriana della Scozia era la religione di stato. Queste leggi penali sono in parte ciò che ha portato i presbiteriani dell'Ulster a diventare fondatori e membri degli United Irishmen, un movimento repubblicano che ha lanciato la ribellione irlandese del 1798. La repressione dei presbiteriani finì in gran parte dopo la ribellione, con il rilassamento delle leggi penali. Il Regno d'Irlanda entrò a far parte del Regno Unito nel 1801. Man mano che Belfast divenne industrializzata nel XIX secolo, attirò ancora più immigranti protestanti dalla Scozia. Dopo la partizione d'Irlanda nel 1920, il nuovo governo dell'Irlanda del Nord lanciò una campagna per attirare i protestanti dallo Stato Libero d'Irlanda a trasferirsi nell'Irlanda del Nord, con incentivi a lavori statali e abitazioni, e un gran numero di persone accettate.

## Oggi
La stragrande maggioranza dei protestanti dell'Ulster vive nell'Irlanda del Nord, che fa parte del Regno Unito. La maggior parte tende a sostenere l'unione con la Gran Bretagna e viene definita unionista. L'unionismo è un'ideologia che (nell'Ulster) è stata divisa da alcuni in due campi; i britannici dell'Ulster, che sono attaccati al Regno Unito e si identificano principalmente come britannici; e i lealisti dell'Ulster, le cui politiche sono principalmente etniche, privilegiando il loro protestantesimo dell'Ulster al di sopra della loro identità britannica. Gli ordini lealisti, che includono l'Ordine di Orange, la Royal Black Institution e l'Apprentice Boys of Derry, sono organizzazioni fraterne esclusivamente protestanti che hanno avuto origine nell'Ulster e hanno ancora la maggior parte dei loro membri lì.
Circa il 3% dei protestanti dell'Ulster vive nelle tre contee dell'Ulster ora nella Repubblica d'Irlanda, a Cavan, a Monaghan e nel Donegal, dove costituiscono circa un quinto della popolazione protestante della Repubblica. A differenza dei protestanti nel resto della Repubblica, alcuni conservano un senso di britannicità e un piccolo numero ha difficoltà a identificarsi con lo stato irlandese indipendente.
La maggior parte dei protestanti dell'Ulster parla l'inglese dell'Ulster e alcuni sulla costa nord-orientale parlano i dialetti scozzesi dell'Ulster. Un numero molto limitato ha anche imparato la lingua irlandese come seconda lingua.
Al 2021, la principale congregazione protestante nell'Irlanda del Nord è la Chiesa presbiteriana in Irlanda, a cui segue la Chiesa d'Irlanda, che invece è parte della Comunione Anglicana.